# Le Crépuscule et l'Aube
 (novembre 2020).
Si vous disposez d'ouvrages ou d'articles de référence ou si vous connaissez des sites web de qualité traitant du thème abordé ici, merci de compléter l'article en donnant les références utiles à sa vérifiabilité et en les liant à la section « Notes et références ».
Le Crépuscule et l’Aube (titre original : The Evening and the Morning) est un roman historique de l’auteur britannique Ken Follett. Le roman est publié en français en 2020 aux éditions Robert Laffont. Il s’agit du quatrième volet de la série Les Piliers de la Terre, étant une préquelle aux trois autres romans de la série.
L’action se déroule en Angleterre lors du règne d'Ethelred à la fin du Xe siècle et du haut Moyen Âge, lorsque le pays fait face à des attaques Vikings courantes. L'une d'elles frappe le petit hameau côtier de Combe, appartenant au Comté de Shiring.

## Synopsis
Première partie, le mariage
En 997, Edgar travaille comme charpentier de marine avec son père, sa mère et ses deux frères à Combe, à l'ouest de Portsmouth. Une nuit, il prend la décision de quitter le village pour s'enfuir avec une jeune fille dénommée Sunni. Malheureusement, au même moment, les Vikings attaquent le village. Ayant prévenu une partie des habitants, la plupart réussissent à s'enfuir mais son père et Sunni sont tués.  L'évêque Wynstan, offre alors en dédommagement un lopin de terre à Dreng's Ferry, un hameau sordide sur la route de Shiring, seul endroit possible pour traverser la rivière du comté, et possédant un moustier, une taverne, ainsi qu'un couvent de religieuses isolé sur une petite île.
Afin de faire cesser les raids contre son domaine, l'Ealdorman Wilwulf se rend à Cherbourg afin de négocier l'interdiction d'utilisation de ce port par les Vikings. Ragna, la fille du comte, fait alors sa connaissance, ainsi que celle du moine Aldred. Alors que les négociations pour son mariage, dont elle ne veut pas, avec Guillaume de Reims avancent, elle tombe amoureuse de Wilwulf, et rapidement le mariage est scellé. Quittant définitivement Cherbourg, elle se rend en Angleterre avec ses deux servantes Cat et Agnès, et ses hommes d'armes.
Arrivés à Dreng's Ferry, Edgar et sa famille font la connaissance de Dreng, tavernier du hameau ainsi que son frère le doyen Degbert. Pingre, proxénète et violent, il laisse sa fille Cwenburg s'occuper du passage de la rivière, tandis que ses deux femmes Leaf et Ethel, et son esclave galloise Bold subissent ses humeurs. La famille s'occupe des quelques ares de terres misérables afin de ne pas mourir de faim. Ils repoussent un nuit une bande de brigands menés par un dénommé Face-de-fer. Edgar construit un nouveau bateau, facilitant la traversée du fleuve. Quelque temps plus tard, Ragna et sa troupe arrivent à Dreng's Ferry après une traversée éprouvante. Elle fait alors la connaissance d'Edgar et est partiellement dépouillée par Face-de-fer.
A Shiring, Ragna découvre l'opposition qu'elle suscite de la part de sa belle-mère Gytha et de l'évêque Wynstan son beau-frère. Néanmoins, dans les mois qui suivent elle réussit à imposer ses volontés et à récupérer le domaine du val d'Houthem, jusqu'au jour où elle découvre la présence de la première épouse de Wilf, Inge et de son fils, dont on lui avait caché l'existence jusqu'ici.
Pendant ce temps, Edgar s'oppose de plus en plus régulièrement à Dreng. Aldred de passage à Dreng's Ferry est atterré par le délabrement du moustier et la perte du sens religieux de Degbert. Il décide de faire appel à Osmund l'abbé de Shiring et à Elfric l'archevêque de Cantorbéry. Juste après l'accouchement de Bold, Dreng récupère le bébé avant de le jeter dans le fleuve. Lors du procès, Dreng est innocenté grâce au jugement de son frère Degbert. Bold finit par s'enfuir de nuit avec l'aide d'Edgar.
Deuxième partie, le procès
Troisième partie, le meurtre

## Personnages

### Personnages principaux
- Edgar : jeune constructeur de bateau travaillant avec son père, sa mère et ses deux frères dans le hameau de Combes au moment de l'attaque viking
- Ragna : jeune noble normande, fille du comte de Cherbourg
- Aldred : moine de l'abbaye de Shiring

### Personnages secondaires
- Wilwulf : Ealdorman de Shiring
- Wynstan : Evêque de Shiring, demi-frère puîné de Wilwulf
- Wigelm : Thegn de Combe, demi-frère puîné de Wilwulf
- Dreng : Batelier et tavernier à Dreng's Ferry, cousin de Wilwulf
- Cwenburg: Fille de Dreng
- Degbert : doyen de Dreng's Ferry, frère de Dreng
- Den : Shérif de Shiring
- Face-de-fer : bandit de grand chemin, opérant entre Shiring et Dreng's Ferry

Blod: esclave galoise de Dreng